# Ашов експеримент
Ашов експеримент је назив за психолошки експеримент који је осмислио Соломон Аш, 1950. године, како би испитао до којег степена појединац одабире властито мишљење под утицајем мишљења већинске скупине.

## Ток експеримента
Основни експеримент подразумева да се испитанику прикаже стандардна линија и три линије за поређење. Испитаник има задатак да одреди која од линија за поређење је најближа дужини стандардне линије. 
Испитаник је постављен у просторију са седам других људи који су били Ашови сарадници, а да испитаник то није знао. Испитаник је увек седео на крају реда тако да је морао да слуша процене свих претходних пре него што би дао своју процену. Свакој особи у групи показано је 18 парова карата. Контролна група изнела је 18 самосталних процени. Испитаници у контролној групи дали су 95% тачних процена, док су испитаници који су били у групи сарадника с нетачном проценом, дали 80% нетачних одговора. Значи да су се великом већином сложили с нетачним одговором иако су мислили супротно. Кад су их упитали зашто су то урадили одговор је најчешће био да нису хтели да створе несклад и сукоб.
Даљњи експерименти су показали да конформизам зависи и од броја људи у групи. Учинак једне особе је врло мален (око 5%), кад је у групи још двоје људи конформизам се повећава на 15%, затим на 30% с троје и 35% са четворо људи. Конформизам такође зависи и од двосмислености задатка. Аш је варирао дужину разлике између линија за поређење. Што је разлика у дужини била већа то се конформизам смањивао. Уопштено, што је задатак тежи и двосмисленији, људи се више конформирају.
Други разлози који утичу на конформизам су:
- привлачност групе за појединца - што је група привлачнија, склоност ка конформизму према групним нормама расте
- референтне групе - врло снажан извор друштвеног утицаја јер су то групе које се воле и с којима се људи упоређују
- самопоуздање - испитаници с високим самопоуздањем конформирали су се мање од оних с ниским самопоуздањем
- награда - конформизам је био највећи кад су за слагање с нетачним одговорима испитаници били награђивани. Још је већи конформизам био кад су испитаници били награђивани сваки пут кад би се сложили с већином.[2][3]